# Fenêtre de lancement
En astronautique, une fenêtre de tir, ou fenêtre de lancement, est un intervalle de temps au cours duquel sont réunies les conditions optimales pour le lancement d'une fusée.
La navigation spatiale, entre des emplacements mobiles, étant essentiellement balistique, il convient de lancer dans la bonne direction, au bon moment et avec le bon delta-v sous peine de devoir faire des corrections coûteuses en carburant.

## Calcul
Si l'on suppose que la Terre est sphérique, le champ gravitationnel est donc central et s'exprime en {\displaystyle 1/r^{2}}. L'orbite d'un satellite suivra les lois de Kepler. Pour mettre un satellite en orbite circulaire à la distance {\displaystyle r_{0}}, il faut une vitesse initiale {\displaystyle {\vec {v_{0}}}} perpendiculaire à {\displaystyle {\vec {OM_{0}}}} et de module {\displaystyle v_{0}} telle que {\displaystyle {\frac {v_{0}^{2}}{r_{0}}}=g{\frac {R^{2}}{r_{0}^{2}}}} soit
dans laquelle {\displaystyle v_{1}={\sqrt {gR}}} est la première vitesse cosmique {\displaystyle v_{1}=7,9km/s=28500km/h} pour la Terre, ou vitesse de Schuler, c'est-à-dire la vitesse, toute théorique, à laquelle il faudrait lancer un satellite pour qu'il se mette en orbite au ras du sol.
En fonction de l'altitude {\displaystyle h}, définie par {\displaystyle r_{0}=R+h}, la vitesse sur l'orbite circulaire s'exprime par :
Par exemple :
- h ≈ 100 km pour les satellites militaires et d'observation : v0 ≈ 8 km/s ≈ 29 600 km/h ;
- h ≈ 800 km pour Jason et Spot, les satellites héliosynchrones : v0 ≈ 8,4 km/s ≈ 30 200 km/h.

Il s'agit alors d'évaluer l'effet d'une erreur sur la vitesse, en module ou en direction, en particulier du risque que le satellite ne s'écrase dans l'atmosphère. C'est le problème dit de la fenêtre de tir.

### Bonne direction, mauvaise vitesse
Si le satellite est lancé dans la bonne direction, mais avec une vitesse trop grande, alors il est largué au périgée. Il est à la distance minimale de la Terre et ne tombera plus.
Si le satellite est lancé dans la bonne direction, mais avec une vitesse réelle {\displaystyle v} plus petite que la vitesse nominale {\displaystyle v_{0}}, il est alors largué à l'apogée. Il faut que le périgée, à l'opposé de la trajectoire, soit à une distance supérieure au rayon terrestre {\displaystyle R}, autrement dit, que le grand axe {\displaystyle 2a>R+r_{0}}.
On rappelle la formule donnant l'énergie mécanique de l'orbite limite {\displaystyle E=-mg{\frac {R^{2}}{2a}}={\frac {1}{2}}mv^{2}-mg{\frac {R^{2}}{r_{0}}}}.
On doit donc avoir {\displaystyle {\frac {1}{2}}mv^{2}>mgR^{2}\left({\frac {1}{r_{0}}}-{\frac {1}{R+r_{0}}}\right)=mg{\frac {R^{3}}{r_{0}\left(R+r_{0}\right)}}=mg{\frac {R^{2}}{r_{0}}}{\frac {R}{R+r_{0}}}=mv_{0}^{2}{\frac {R}{2R+h}}={\frac {1}{2}}mv_{0}^{2}{\frac {1}{1+h/{2R}}}}. Autrement dit, on doit avoir 
.
Pour {\displaystyle h=800km}, la vitesse réelle ne doit pas être inférieure à {\displaystyle {\frac {800}{4R}}=3\%} de la vitesse nominale. Et pour {\displaystyle h=100km}, la tolérance tombe à 0,4 %.

### Bonne vitesse, mauvaise direction
Bon module, donc bonne énergie, donc 2a = 2r°. Donc M° est l'extrémité B du petit axe, qui se projette au centre C de l'ellipse, sur la droite parallèle à V°, passant par O : donc l'excentricité e vaut sin{\displaystyle \alpha } : le périgée sera à OP = a − c = r°(1 − sin{\displaystyle \alpha }).
Soit sin{\displaystyle \alpha } < h/R, donc {\displaystyle \alpha } < (~h/R) (= 1/8 rd = 7° pour Spot) et ~1° pour h = 100 km : c'est une petite fenêtre de tir, sans gravité : on sait pointer à mieux que le demi-degré.

## Missions interplanétaires

Animation montrant la trajectoire de la sonde InSight rejoignant Mars en suivant une orbite de Hohmann.
InSight
Terre
Mars

Pour la période allant de 2012 à 2024 ce schéma indique la distance Terre-Mars et la position des fenêtres de lancement adaptées(tous les 26 mois).

Le lancement d'une sonde spatiale vers un autre corps du système solaire nécessite une fusée d'autant plus puissante que la destination est éloignée de la Terre. La trajectoire qui nécessite le moins d'énergie au lancement suit une orbite de Hohmann (cf. schéma ci-contre pour une trajectoire vers Mars). Celle-ci est définie comme étant l'orbite héliocentrique (autour du Soleil) qui tangente les orbites de la Terre et de la cible (objet céleste tel que planète, lune, astéroïde, comète) de la mission spatiale. Le choix d'une orbite d'Hohmann s'impose aussi bien pour les destinations relativement proches comme la planète Mars (pour des raisons de cout de lancement) que pour des destinations lointaines telles que les planètes externes ou Mercure (une autre trajectoire serait impossible car aucun lanceur n'est assez puissant). Cette orbite d'Hohmann ne peut être atteinte que lorsque la Terre et le corps céleste cible sont dans une configuration précise (en opposition). L'intervalle de temps entre deux fenêtres de lancement vers la destination dépend uniquement de la période sidérale des deux corps célestes concernés. Si les deux planètes ont des périodes sidérales égales respectivement à P1 et P2, le temps T écoulé entre deux fenêtres de lancement est égal à :
{\displaystyle T={\frac {P_{1}{\;}P_{2}}{|P_{2}-P_{1}|}}}
Par exemple pour un lancement vers Mars depuis la Terre, la fenêtre de lancement est ouverte tous les 2,137 ans (les périodes sidérales de la Terre et de Mars sont respectivement de 365 et 686 jours).
Remarques : 
- Pour les destinations les plus lointaines, des manoeuvres d'assistance gravitationnelle, dont le principe repose sur l'utilisation de la force d'attraction d'une planète survolée pour modifier la trajectoire, permettent de s'affranchir dans certains cas en partie des contraintes imposées par la fenêtre de lancement.
- Le recours à une orbite d'Hohmann n'est plus nécessaire si on dispose d'un lanceur suffisamment puissant qui permet de s'affranchir en partie de la contrainte de la fenêtre de lancement.